# العلاقات الأنغولية البرتغالية
العلاقات الأنغولية البرتغالية هي العلاقات الثنائية التي تجمع بين أنغولا والبرتغال.

## مقارنة بين البلدين
هذه مقارنة عامة ومرجعية للدولتين:
| وجه المقارنة                                              | أنغولا           | البرتغال                                                  |
| --------------------------------------------------------- | ---------------- | --------------------------------------------------------- |
| المساحة (كم2)                                             | 1.25 مليون       | 92.21 ألف                                                 |
| عدد السكان (نسمة)                                         | 29.78 مليون      | 10.60 مليون                                               |
| الكثافة السكانية (ن./كم²)                                 | 23.82            | 114.95                                                    |
| العاصمة                                                   | لواندا           | لشبونة                                                    |
| اللغة الرسمية                                             | اللغة البرتغالية | اللغة البرتغالية، اللغة الميراندية                        |
| العملة                                                    | كوانزا أنغولي    | يورو، اسكودو برتغالي                                      |
| الناتج المحلي الإجمالي (بليون دولار)                      | 124.21 مليار     | 217.57 مليار                                              |
| الناتج المحلي الإجمالي (تعادل القوة الشرائية) بليون دولار | 184.83 مليار     | 307.82 مليار                                              |
| الناتج المحلي الإجمالي الاسمي للفرد دولار أمريكي          | 4.10 ألف         | 19.22 ألف                                                 |
| الناتج المحلي الإجمالي للفرد دولار أمريكي                 |                  | 28.76 ألف                                                 |
| مؤشر التنمية البشرية                                      | 0.533            | 0.830                                                     |
| رمز المكالمات الدولي                                      | +244             | +351                                                      |
| رمز الإنترنت                                              | .ao              | .pt                                                       |
| المنطقة الزمنية                                           | ت ع م+01:00      | توقيت غرب أوروبا، توقيت غرب أوروبا الصيفي، أوروبا/لشبونة ‏ |

## مدن متوأمة
في ما يلي قائمة باتفاقيات التوأمة بين مدن أنغولية وبرتغالية:
- ترتبط لوبيتو مع شنترة باتفاقية توأمة.
- ترتبط بنغيلا مع أويرس باتفاقية توأمة.
- ترتبط Porto Amboim [الإنجليزية]‏ مع ألمادا باتفاقية توأمة.
- ترتبط لواندا مع لشبونة باتفاقية توأمة.

## منظمات دولية مشتركة
يشترك البلدان في عضوية مجموعة من المنظمات الدولية، منها:
| علم المنظمة | اسم المنظمة                        | تاريخ انضمام أنغولا | تاريخ انضمام البرتغال |
| ----------- | ---------------------------------- | ------------------- | --------------------- |
|             | البنك الإفريقي للتنمية             | ?                   | ?                     |
|             | منظمة الشرطة الجنائية الدولية      | ?                   | ?                     |
|             | منظمة التجارة العالمية             | ?                   | ?                     |
|             | منظمة حظر الأسلحة الكيميائية       | ?                   | ?                     |
|             | مجموعة البلدان الناطقة بالبرتغالية | ?                   | ?                     |
|             | مؤسسة التمويل الدولية              | 19 سبتمبر 1989      | 8 يوليو 1966          |
|             | يونسكو                             | 11 مارس 1977        | 11 مارس 1965          |
|             | البنك الدولي للإنشاء والتعمير      | 19 سبتمبر 1989      | 29 مارس 1961          |
|             | مؤسسة التنمية الدولية              | 19 سبتمبر 1989      | 29 ديسمبر 1992        |
|             | الأمم المتحدة                      | 1 ديسمبر 1976       | 14 ديسمبر 1955        |
|             | وكالة ضمان الاستثمار متعدد الأطراف | 19 سبتمبر 1989      | 6 يونيو 1988          |
|             | الاتحاد الدولي للاتصالات           | 13 أكتوبر 1976      | 1866                  |
|             | الاتحاد البريدي العالمي            | ?                   | ?                     |

## أعلام
هذه قائمة لبعض الشخصيات التي تربطها علاقات بالبلدين:
- أوزيبيو (لاعب كرة القدم البرتغالي، 25 يناير 1942[18][19] – 5 يناير 2014[18][19])
- إيفان كافاليرو (لاعب كرة قدم برتغالي، 18 أكتوبر 1993[20] – )
- جواو ماريو (لاعب كرة قدم برتغالي، 19 يناير 1993[21] – )
- روني لوبيس (لاعب كرة قدم برتغالي، 28 ديسمبر 1995[22] – )
- كوستينيا (لاعب كرة قدم برتغالي، 1 ديسمبر 1974[23] – )
- ميشيل لارشر دي بريتو (لاعبة كرة مضرب برتغالية، 29 يناير 1993 – )
- ويليام كارفاليو (لاعب كرة قدم برتغالي، 7 أبريل 1992[24] – )

## وصلات خارجية
- موقع وزارة الخارجية الأنغولية
- موقع وزارة الخارجية البرتغالية